# Vajda János Társaság
Vajda János Társaság (1926–1952) magyar irodalmi társaság, melynek tagjai Vajda János magyar költőt tekintették példaképüknek, szellemi vezérüknek. Céljuk volt olyan költők, írók, művészek egyesítése, akik a politikától mentes irodalmat képviselték és népszerűsítették.

## Története
A Madách Társaság néhány fiatal tagja alakította a Vajda János Társaságot 1926-ban Plätz Rudolf vezetésével. Könyvkiadói tevékenységet folytattak, továbbá kortárs írók műveinek bemutatására irodalmi esteket, előadássorozatokat, neves írók, költők, művészek tiszteletére emléküléseket szerveztek. Gyakran igen neves előadókat hívtak meg, köztük Cs. Szabó László, Féja Géza, Halász Gábor, Kárpáti Aurél, Németh László, Rubinyi Mózes, Schöpflin Aladár, Sík Sándor, Supka Géza, Szerb Antal, Cs. Szabó László, Tersánszky Józsi Jenő, Weöres Sándor.
1944-46 között szünetelt a társaság működése a háborús körülmények miatt, 1946-ban újraindult, majd a társaság belügyminisztériumi rendelet nyomán 1952-ben több más irodalmi társasággal együtt beolvadt a Magyar Irodalomtörténeti Társaságba.

## A társaság elnökei
- Plätz Rudolf (1926-1931)
- Kárpáti Aurél (1931-1941)
- Rédey Tivadar[1] (1941-1942)
- Szilágyi Sándor (1942-1944)
- Vajda Pál ügyvezető elnök (1946-1952)

## Tagok és tiszteletbeli tagok[2]
|  |  |  |  | - Apor Elemér (1908-2000) - Babits Mihály - Bálint György - Benedek Marcell - Berczeli A. Károly (1904-1982) - Boldizsár Iván (1912-1988) - Betnár Béla ˙(1908-) - Bihari Klára (1917-) író, költő - Bródy Lili (1906-1962) - Devecseri Gábor - Dobrovits Aladár (1909-1970) művészettörténész - Feleky Géza (1890-1936) újságíró, esztéta - Földi Mihály (1894-1943) író, szerkesztő - Gellért Oszkár - Hajnal Anna (1912-1977) - Halász Gábor - Hollós Korvin Lajos (1905-1971) - Hont Ferenc, 1946-ig Holtzer (1907-1979) rendező, színházesztéta - Horváth Zoltán (1900-1967) újságíró - Illyés Gyula - Jékely Zoltán - Jellinek János (1904-?) - József Attila (1905-1937) - Kállai Gyula (1910-1996) - Karinthy Frigyes - Kárpáti Aurél (1884-1963) költő, író, kritikus - Kerényi Károly - Keszi Imre (1910-1974) - Kolozsvári Grandpierre Emil - Komlós Aladár - Kosztolányi Dezső - Kőműves Imre 1905-1944 - Laczkó Géza - Lanátor Pogány Ferenc (1906- 1944?) író, költő - Mérei Viktor 1907- - Mohácsi Jenő - Móricz Zsigmond - Nagy Gusztáv (1902–1969) - Németh László | - Ortutay Gyula - Passuth László - Pásztor Árpád - Pásztor Enikő 1916- - Pethő Sándor - Plätz Rudolf - Pünkösti Andor (1892-1944) író, újságíró - Radnóti Miklós - Rédey Tivadar (1885-1953) irodalom- és színháztörténész, kritikus - Rónay György - Rónai Mihály András (1913-1992) költő, műfordító - Rubinyi Mózes - Schöpflin Aladár - Sértő Kálmán (1910-1941) - Sós Endre (1905-1969) költő, író, újságíró - Sőtér István - Supka Géza - Szabó Lőrinc - Szabó Zoltán (1912-1984) író, újságíró, szociográfus, szerkesztő - Szerb Antal - Szilágyi Sándor (1883-1944) író, újságíró - Szondy Margit (?) - Tamás Sári (1903-1944) író, költő - Tábori Pál (1908-1974) - Toldalagi Pál (1914-1976) költő - Tolnai Gábor - Trócsányi Zoltán (1886-1971) irodalomtörténész, nyelvész - Vajda János (1907-1944) író, szerkesztő - Vajthó László (1887-1977) író, irodalomtörténész - Vas István - Vándor Lajos (1913-1945) költő, szerkesztő - Vaszary János (1899-1963) - Weöres Sándor - Závodszky Zoltán (1892-1976) operaénekes (tenor) - Zelk Zoltán - Zilahy Lajos |

## A társaság kiadványai (válogatás)
- Kodolányi János: Küszöb : Kisregények. (1933)
- Új magyar lira : kortárs költők versei. (1934)
- Guillaume Apollinaire válogatott versei. Ford. Radnóti Miklós, Vas István ; Cs. Szabó László tanulmányával ; Pablo Picasso rajzával. (1940)
- Puder Sándor: Paracelsus : Paracelsus magyar vonatkozásaival. (1942)
- Muszaiosz (Musaios): Héró és Leandros. Görögből ford. Trencsényi-Waldapfel Imre. (1942)
- Tizennyolc év a magyar közművelődés szolgálatában : ügyvezető elnöki jelentés a Vajda János Társaság tizennyolc éves munkásságáról : [Platz Rudolf összeállítása]. (1943)